# 鴻巣市コウノトリ野生復帰センター
鴻巣市コウノトリ野生復帰センター（こうのすしコウノトリやせいふっきセンター）は、埼玉県鴻巣市明用にある、コウノトリの飼育施設。愛称は「天空の里」。

## 概要
- 所在地 - 埼玉県鴻巣市明用632
- 一般公開開始日 - 2022年1月29日
- コウノトリ - 2羽（オス「空（そら）」、メス「花（はな）」）